# Olympische Jugend-Sommerspiele 2010/Teilnehmer (Lesotho)
| Gelbes Symbol für Goldmedaillen mit stilisierten Olympischen Ringen | Graues Symbol für Silbermedaillen mit stilisierten Olympischen Ringen | Braundes Symbol für Bronzemedaillen mit stilisierten Olympischen Ringen |
| ------------------------------------------------------------------- | --------------------------------------------------------------------- | ----------------------------------------------------------------------- |
| —                                                                   | —                                                                     | —                                                                       |

Die Jugend-Olympiamannschaft aus Lesotho für die I. Olympischen Jugend-Sommerspiele vom 14. bis 26. August 2010 in Singapur bestand aus drei Athleten.

## Athleten nach Sportarten

### Leichtathletik
| Mädchen - Mpho Cecilia Moeti 3000 m: 16. Platz | Jungen - Ts'Ehla Monethi 200 m: 14. Platz |

### Schwimmen
Jungen
- Nts'Eke Setho
50 m Brust: 15. Platz
100 m Brust: 29. Platz

### Taekwondo
Mädchen
- Lineo Machobane
Klasse bis 44 kg: DNS